# Sin (R&Bユニット)
Sin（シン）は、日本の男性R&Bユニットである。2000年8月23日、両A面シングル「GUILTY/Mind A.L.-Air Line-」で、ユニバーサルミュージックHibikiレーベルよりメジャーデビュー。響サウンドファクトリー所属。

## メンバー
- shungo. (Vo.)
- SERIO (DJ)

## 元メンバー
- U.M.E.D.Y. (MC)
  - 1stアルバム『Sin』の制作には参加しているが、リリース直後から、クラブ・イベントやインストアライブ、TV、ラジオ番組等への出演は一切行っていない。

## ディスコグラフィ

### シングル
- GUILTY/Mind A.L.-Air Line- 2000年8月23日
- I Want You Back (feat.L.L Brothers) 2000年10月25日
- ROOTS 2000年11月25日 ※アナログ盤での限定リリース

### アルバム
- Sin 2000年12月20日